# بتنرية متعرجة
بتنرية متعرجة (الاسم العلمي:Byttneria flexuosa) هي نوع من النباتات تتبع جنس البتنرية من الفصيلة الخبازية.